# ألوان الوحدة السلافية

علم القومية السلافية المعتمد في مؤتمر براغ السلافي عام 1848 والمستوحى من علم روسيا. كما كان علم يوغوسلافيا من عام 1918 حتى عام 1939

تتمثل ألوان الوحدة السلافية بثلاثة ألوان هي الأزرق والأبيض والأحمر - حسبما جرى تعريفها من قبل مؤتمر براغ السلافي عام 1848 - بناءً على رمزية ألوان علم روسيا ذو الألوان الثلاثة الذي ظهر في أواخر القرن السابع عشر حيث كان بدوره مستوحًى من علم هولندا الذي جاء بدوره من العلم الأميري لويليام الصامت. تاريخيًا، تبنت العديد من الدول والحكومات السلافية أعلامًا ورموزًا وطنية أخرى وقد استخدمت مزيجًا من هذه الألوان الثلاثة، ولكن نادرًا ما استخدمت كل الألوان الثلاثة. تشمل قائمة البلدان السلافية التي تستخدم أو استخدمت الألوان: روسيا، ويوغوسلافيا، وتشيكوسلوفاكيا، وتشيكيا، ومونتينيغرو، وسلوفاكيا، وكرواتيا، وصربيا، وسلوفينيا وترانسنيستريا. من ناحية أخرى، لم تتبنى روسيا البيضاء والبوسنة والهرسك وبلغاريا ومقدونيا الشمالية وبولندا وأوكرانيا هذه الألوان. في حين إن علم بولندا أحمر وأبيض، ولكن له جذور مختلفة تسبق تاريخ الألوان السلافية.
كانت يوغسلافيا (كمملكة يوغسلافيا، 1918-1943 وكجمهورية يوغسلافيا الاشتراكية الاتحادية، 1943–1992) اتحادًا لعدة دول سلافية جنوبية باستثناء بلغاريا، وبالتالي تبنت يوغسلافيا العلم السلافي - المستوحى بدوره من العلم الروسي بعكس اللونين الأبيض والأزرق مكان بعضهما البعض - باعتباره خاصًا بها (في وقت لاحق أُضيفت نجمة حمراء شيوعية). استخدمت الدولة الخلف جمهورية يوغوسلافيا الاتحادية (صربيا والجبل الأسود فيما بعد)، في وقت لاحق (1992–2006)، العلم حتى حل الدولة نهائيًا في العام 2006. ما زالت صربيا تستخدم علمًا مكون من ألوان السلاف الثلاث إلى جانب روسيا وكرواتيا وسلوفاكيا وسلوفينيا ولاحقاً ترانسنيستريا.
صُمم علم سلوفينيا في العام 1848، عندما كونت مجموعة من المفكرين السلوفينيين، بفيينا في الإمبراطورية النمساوية، العلم ثلاثي الألوان (الأبيض والأزرق والأحمر). سلوفاكيا لديها نفس تصميم علم الالوان الثلاثة مثل سلوفينيا وروسيا. جرى تقديم علم سلوفاكيا الأول أيضًا في العام 1848.[بحاجة لمصدر]

## أمثلة من أعلام تستخدم الألوان السلافية

الدول الحالية
كرواتيا
تشيكيا[3] سابقًا تشيكوسلوفاكيا (1918–1993)
روسيا
الجبل الأسود (علم تقليدي)
صربيا
سلوفاكيا
سلوفينيا

دول سابقة
علم مملكة الجبل الأسود (1910-1918)
مملكة يوغوسلافيا (1922–1941)
جمهورية يوغسلافيا الاشتراكية الاتحادية (1945–1992)
جمهورية يوغوسلافيا الاتحادية (1992–2003) وصربيا والجبل الأسود (2003–2006)

كيانات أخرى
علم جمهورية صرب البوسنة
ترانسنيستريا (علم رسمي مشارك)[8][ا]
علم فويفودينا
صوربيون
روسينيون
علم جمهورية القرم (ذاتية الحكم)
جاجوزيا (ليست كيانًا سلافيًا)
الجمهورية الكرواتية في البوسنة والهرسك – علم كروات البوسنة والهرسك